# 세아베스틸
세아베스틸(SeAH Besteel)은 자동차, 기계, 건설, 조선 등에 사용되는 특수강 소재 생산을 주 사업으로 하는 코스피 상장 기업이다. 사업부문은 특수강 외에 대형단조, 자동차부품사업도 영위하고 있으며, 매출구성은 특수강 97.8%, 단조 0.6%, 자동차부품 1.3%, 기타 0.3% 가량으로 구성된다. 여기서 단조(鍛造)란 '금속을 두들기고 눌러 물건의 모양을 만들어 내는 것'을 의미한다. 특수강은 일반 철 제품에 비해 내구성과 내열성을 부여한 제품으로 자동차 및 선박의 엔진부품, 건설중장비 부품, 해양플랜트 등에 사용된다. 일반 철강제품보다 특수한 성질을 지니고 있기 때문에 부가가치가 높은 제품군으로 분류가 된다.

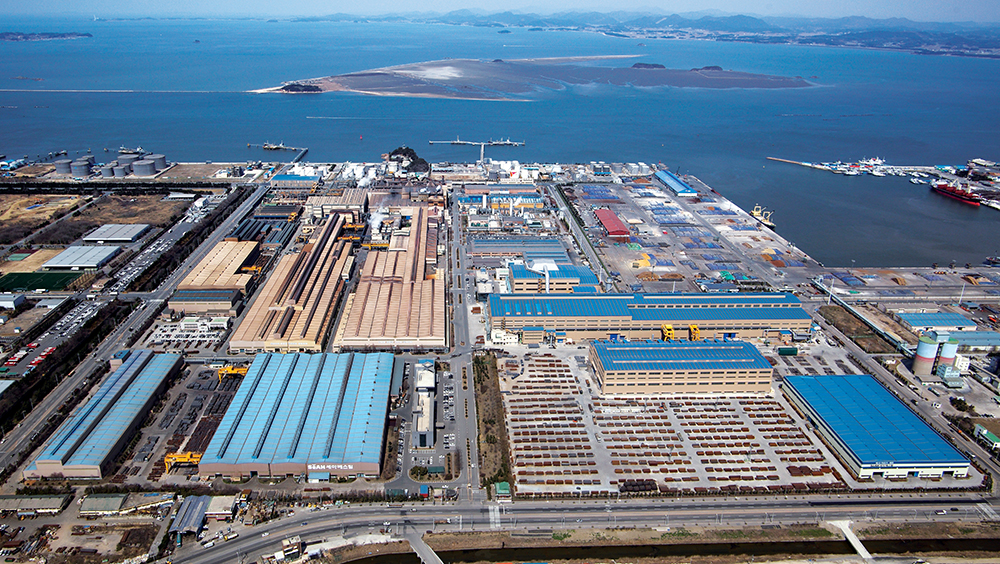
세아베스틸 군산공장

세아베스틸이 생산하는 특수강과 대형 단조품은 국가 기간산업과 각종 교통수단의 핵심 소재이다. 군산에 조성된 대규모 특수강 공장은 최적의 자동화 시스템을 갖추고 연간 310만 톤의 제강과 280만 톤의 제품을 생산하는 국내 특수강 시장점유율 1위 기업이다. 세아베스틸의 13,000톤 프레스에서는 초대형 고급 단조품이 생산된다. 제강에서 프레스, 가공에 이르는 일관 생산 라인과 세아베스틸만의 전문 기술을 보유한 것으로 평가받고 있다.
세아베스틸은 2015년에는 포스코특수강을 1조원 가량에 인수해 특수강 제품 포트폴리오를 탄소합금강 뿐만 아니라 스테인리스(STS) 제품까지 확대했다. 포스코특수강은 현재 세아창원특수강으로 사명을 변경했으며 세아베스틸의 종속자회사이다. 세아로 편입된 이후 세아창원특수강의 실적이 턴어라운드 되며 지속적으로 매출의 상승곡선을 그리고 있는 상황이다. 실제로 세아창원특수강의 매출은 2015년 9,716억, 2016년 9,146억, 2017년 1조1,178억, 2018년 1조2,293억을 기록했다.
세아베스틸은 세아홀딩스의 주요 자회사이다. 세아그룹은 3세대 사촌경영을 하고있으며 세아제강지주는 강관사업의 지주사로 세아홀딩스는 특수강 사업의 지주사로 역할을 담당하고 있다. 한때 계열분리 가능성이 제기되기도 했으나, 오너들이 직접 계열분리 계획이 없음을 공식석상에서 지속적으로 언급해 하나의 그룹사로서 지속적으로 사업을 영위해 나갈 것으로 보인다. 실제로, 세아홀딩스와 세아제강지주는 공동으로 국제전시회를 참가하거나 공동 수주를 따내는 등 긴밀한 협업체계를 구축해 시너지를 내는 것으로 평가받고 있다.
세아베스틸은 특수강 제조기업을 넘어, 지속가능한 성장을 견인하고자 2022년 4월 물적분할을 통해 존속법인 세아베스틸지주와 신설법인 세아베스틸로 분할되며 특수강 사업 전문 지주회사 체제로 전환하였다.
본사는 서울특별시 마포구 양화로 45, 세아타워 28~29층에 있으며 사업장은 군산과 창녕등 2개가 있다.

## 연혁
1955 대한중기공업(주) 설립
1958 소형압연공장 준공
1964 철도차륜공장 준공
1974 30톤 전기로 및 대형압연공장 준공
1978 인천공장 주물생산 개시
1981 40톤 전기로 준공
1982 특수강 생산개시 (서울공장)
1986 Axle Case 공장 준공
1988 열간단조공장 준공
1989 금속기술연구소 설립
1990 기아특수강주식회사로 상호 변경
1991 기업공개/형단조품 생산개시
1993 본사군산 이전/특수강공장 1단계 준공
1994 특수강 공장 2단계 준공, 설비관리(TPM) 대통령상 수상, Axle Ass'y 조립공장 준공
1995 ISO9002 인증 획득/냉간단조 및 주조공장 준공
1996 수출 5,000만불 탑 수상
1997 군산특수강 공장 종합 준공, 산업평화의 탑 수상
1999 QS-9000인증 획득 / 수출 7,000만불 수상
2000 연구소 신뢰성 평가센터 개설
2001 ISO/EC 17025 국가교정기관 인정
2003 세아그룹 편입, 수출 1억불탑 수상
2004 주식회사 세아베스틸로 사명 변경
2005 ISO/TS 16949 인증 획득
2006 ISO14001 환경경영시스템 인증 획득
2008 제강200만톤, 제품 180만톤 체제 구축, 수출 3억불탑 수상
2010 대형단조공장 준공 (13,000톤 프레스, 150톤 전기로)
2011 제강 250만톤 체제 구축 (특수강 220만톤, 단조 30만톤)
2013 창녕공장 준공
2015 세아창원특수강(전 포스코특수강) 인수
2016 미국 판매법인 SGI 설립
2017 IATF 16949 자동차품질경영시스템 인증 획득
2018 SeAH Global Thai 설립
2020 알코닉코리아(현 세아항공방산소재) 인수
2022 물적분할 통한 세아베스틸지주 지주체제 전환

## 사업 분야

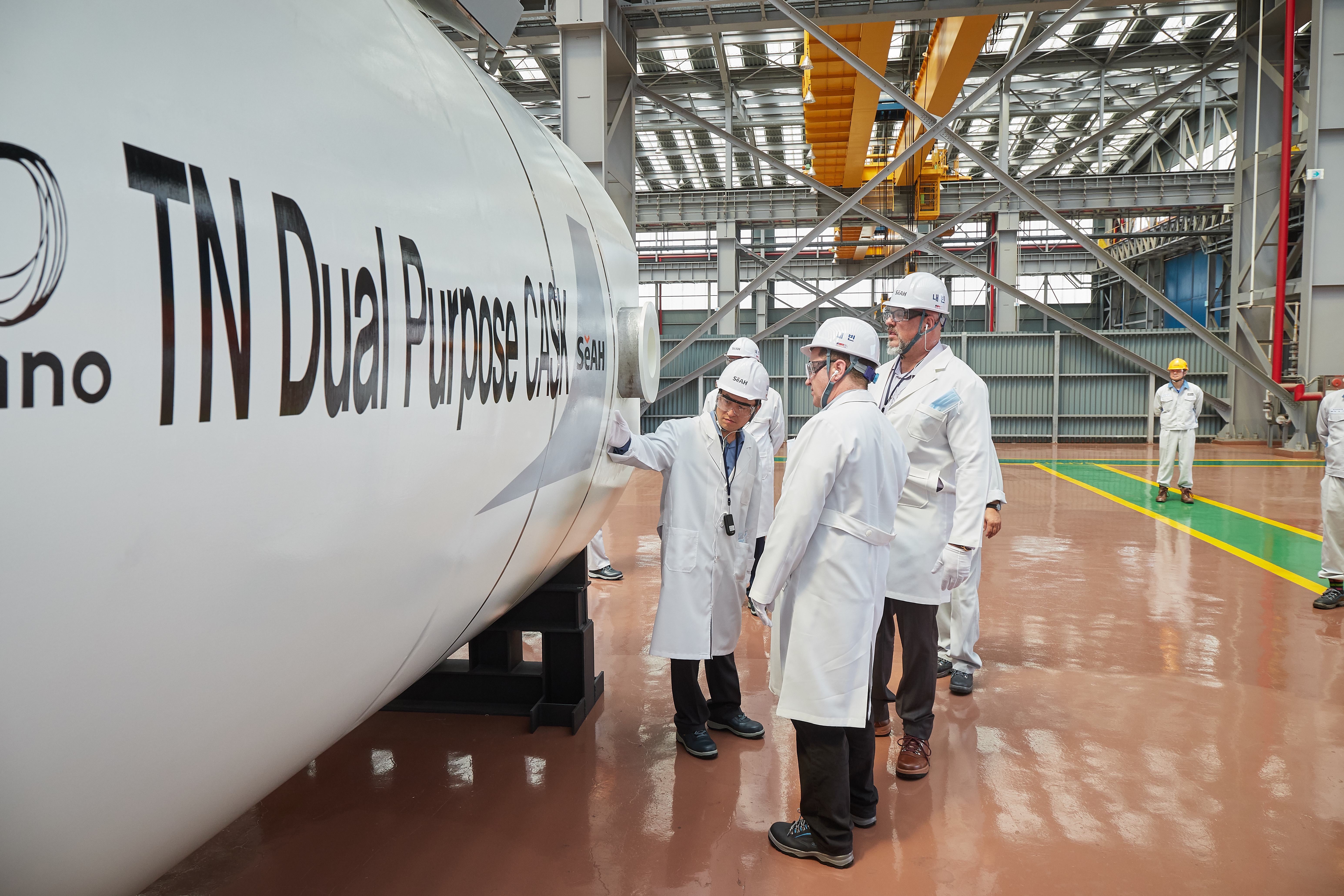
(사진)세아베스틸 군산 원자력 공장에서 생산된 CASK를 오라노TN 관계자가 살펴보고 있다

세아베스틸의 핵심사업은 특수강 소재를 생산하는 분야이다. 특수강이란 다른 금속을 섞거나 특수 열처리를 하여 강도 등을 향상시킨 철강을 말한다. 예를 들어 니켈-크롬강은 탄소강을 보다 질기고 강하게 만들기 위해 니켈과 크롬을 약간 첨가하여 특수 열처리를 가한 것으로, 자동차나 선박의 동력 전달계 부분에서 큰 힘을 받는 톱니바퀴 등에 사용된다. 세아베스틸은 다양한 규격의 압연재와 단조재를 연 280만톤까지 공급할 수 있는 케파를 보유하고 있다. 주요 제품으로는 자동차용 소입성 보증강, 베어링 강, 석유 시추용 Drill collar bar, Wind mill gear용 강재, Rock drill용 강재 등이 있다. 특히, 2018년 특수강 제품을 용도에 맞게 세분화 시켜 6개 제품 세그먼트를 고객에게 제안함으로써 기능성과 효율성을 높이고 고객 편의성을 향상시킨 6대 특수강 특화제품을 내놓은 바 있다.6대 특수강 특화제품은 내마모강, 고충격인성강, 무결함 봉강, 열처리 저변형강, 저이방성강, 고청정 베어링강이다.
1) 고청정베어링강 : 마이크로 단위의 이물질까지 조절 가능한 초청정 생산환경에서 생산한 강재로 베어링의 무한수명을 보증하는 강종이다. 주로 자동차향 수요이며 산업기계 철도향으로도 수요가 확대되고 있다.
2) 열처리 저변형강 : 자동차 변속기의 기어 샤프트에 사용되는 강종. 열변형 문제를 최소화한 강재
3) 내마모강 : 건설중장비, 광산 등에서 사용하는 브레이커 및 암반파쇄용 강재. 극도의 내구성을 요하는 환경에 사용되는 강재로 강한 충격에도 마모량이 적고 사용수명이 우수한 강재
4) 고충격인성강 : 석유시추, 해상풍력, 해양플랜트 등 극지방 및 심해 등 극한의 온도 속에서 파손되지 않고 우수한 내구성을 자랑하는 강재
5) 저이방성강 : 자동차 크랭크샤프트, 모터샤프트의 부품소재로 사용되는 강재. 기존 특수강은 소재 특성상 종횡방향에 균일하게 기계적 성질을 부여하는 것이 제한적이었으나, 저이방성강의 경우 종횡 구분 없이 균일하게 내구성을 부여할 수 있는 강재
6) 무결함 봉강 : 표면에 결함이 없는 봉강을 의미하는 것으로, 통상 표면 필링작업(표면을 깍아내는 작업)을 거치는 특수강 제조기술과는 필링작업 없이도 결함을 억제시킨 강재
세아베스틸은 2008년부터 대형단조 사업을 신성장동력으로 선정하고 이에 대한 투자를 늘려왔다. 회사측은 "고급품 생산을 위해서는 제강에서 단조로의 일관 공정이 필수적"이기 때문이라고 밝혔다. 앞으로 회사는 사업구조를 특수강사업과 대형단조사업의 두 축으로 운영할 계획이다. 단조용 전기로 150톤을 보유하고 있으며 13,000톤 프레스 설비를 갖추고 잉곳(Ingot) 및 단조품을 생산한다. 단조 과정에 있어 제강부터 열처리, 가공까지 One-Stop-System을 구축하고 있다. 특히, 세아베스틸은 2019년 10월 단조공법을 통해 국내최초로 원전 선진시장 미국에서 사용후핵연료 운반저장겸용용기(CASK)를 수주하기도 했다. 해당 수주는 글로벌 원자력 후행핵주기 기업 '오라노티엔'과 공급 파트너십을 구축하고 협력체계를 구축한 것이 납품으로까지 이어진 것이다. 사용후핵연료 운반저장겸용용기(CASK)는 원전 가동 시 사용한 핵연료를 안전하게 운반하는 용기로 원전 해체 뿐만아니라 유지보수에도 필수적인 제품이다. 원전부품 시장의 특성상 안전성이 최우선 고려 기준인 만큼 세아베스틸이 원전부품 시장에 진출한 것은 향후 매출성장에 긍정적 영향을 줄 것으로 평가받고 있다.

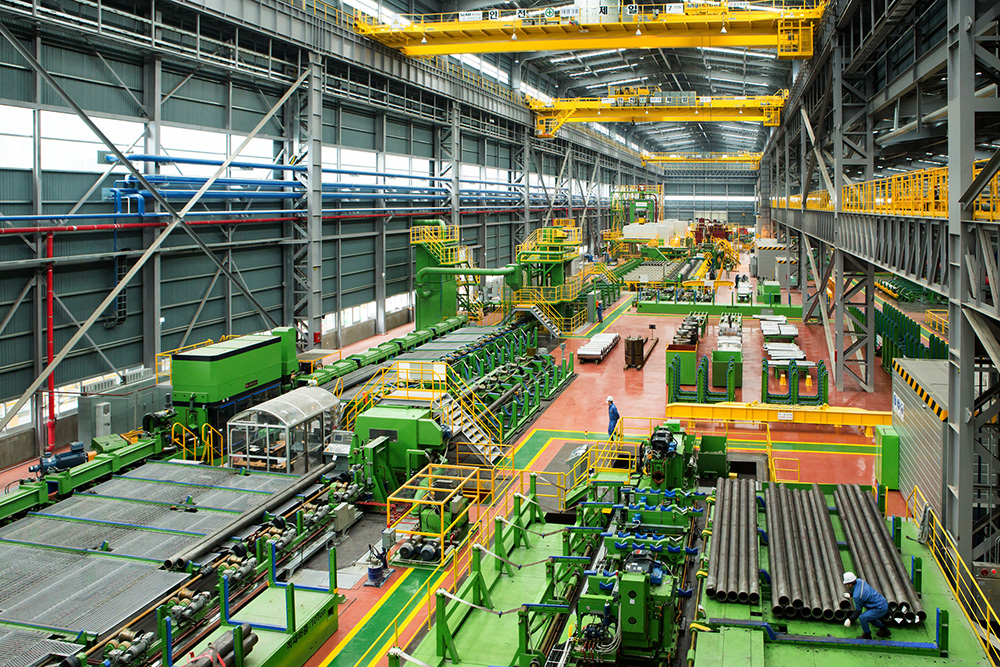
세아창원특수강 대구경무계목강관 공장

세아베스틸이 탄소합금 특수강을 생산하는 반면, 세아창원특수강은 건설, 가전, 발전, 기계, 조선 등 산업전반에 걸친 스테인리스(STS) 특수강 제품을 생산하고 있다. 창원에 위치한 세아창원특수강 공장은 연간 120만톤 제강능력을 보유하고 있으며 약 19.4만평의 규모를 갖추고 있다. 국내 유일 스테인리스 봉강 및 선재를 생산하기 때문에 스테인리스강, 공구강, 특수합금 등 제품에서는 수위의 시장점유율을 확보하고 있다. 통상적으로 기계부품, 샤프트, 볼트, 너트, 건축물, 발전터빈, 선박 샤프트 등으로 사용된다. 세아창원특수강은 2019년 6월 국내 최초로 글로벌 최대 석유화학 기업 아람코(Aramco)로부터 전 구경 스테인리스 계열 무계목강관 제품에 대한 벤더 인증을 받은바 있다.이는 최근 사우디 정부의 현지화 정책 강화로 해외 업체의 신규 벤더 등록이 제한적인 분위기 속에서 거둔 결과로 향후 매출 향상에 긍정적인 요소이다. 무계목강관은 용접 이음새가 없는 강관으로 심리스(seamless pipe)라고도 불린다. 무계목강관은 이음새가 없다보니 일반강관 제품보다 내압 및 내식성이 강한 프리미엄 제품군으로 분류된다.
세아베스틸은 2019년 10월 알루미늄 소재 생산사업에 진출했다. 알루미늄 소재를 생산하는 '알코닉코리아'(현 세아항공방산)를 인수하며 탄소합금강, 스테인리스, 알루미늄 등 특수한 철강 소재의 포트폴리오를 확대했다. 세아베스틸은 금속 소재 제품의 포트폴리오 확장을 통해 신성장동력을 확보하고 지속 성장의 기반을 마련한다고 밝힌 바 있다. '알코닉코리아'가 생산하고 있는 알루미늄 소재는 범용이 아닌 고부가가치 소재이며 주요 수요처가 자동차, 항공, 방산 등 기존 세아베스틸의 수요처와 중복되어 고객가치 창출 및 영업 측면에서 시너지가 기대될 것으로 보여진다.
세아베스틸은 과거 국내 수요가 매우 컸기에 국내 비즈니스에 주력하고 수출은 수동적으로 영업을 하는 편이었으나, 2016년 이후 글로벌 마케팅 조직을 강화하고, 유럽, 일본 등 글로벌 자동차 메이커에 납품하는 OEM사와 계약을 체결하는 등 적극적인 영업 방식으로 체질을 변화시키고 있다. 세아베스틸은2013년 이전에는 유럽 유통사를 중심으로 자동차 부품 및 기계류 관련 영업을 하였고, 2013년~2015년은 글로벌 자동차 메이커를 엔드유저로 하는 단조사를 대상으로 테스트 과정을 거쳤다. 2015년 3분기부터 계약 체결이 가시화되며 그 범주를 점차 넓혀 갔다. 이는 기준이 높고 까다로운 글로벌 메이커들의 눈높이를 맞추기 위해 2년 가까이 테스트 기간을 거친 결과이다. 세아베스틸은 현재 유럽, 미국 지역 글로벌자동차 메이커의 11개 OEM 업체에 납품 중이다. 최근 그룹통합 국제전시회에 참여를 늘리며 글로벌 접점을 확대해 나가는 것으로 분석된다.

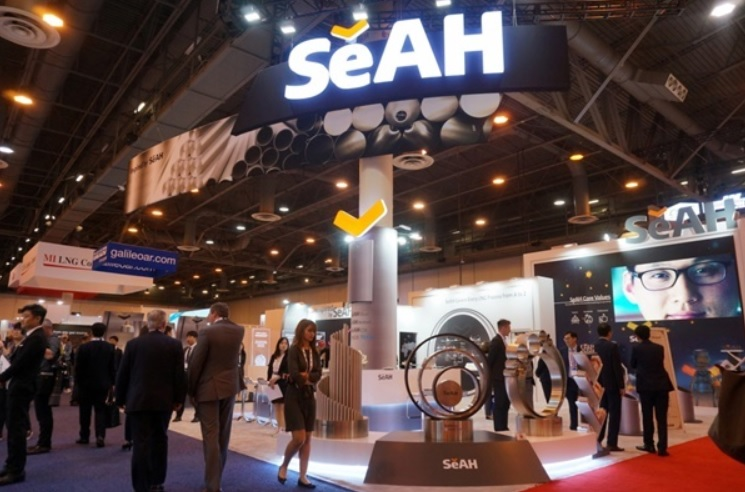
세아그룹 2019 가스텍 부스

## 실적
매출액은 2018년 기준 3조 2,700억원 정도이고, 기복 없이 매분기 5,000억원 이상이 나온다. 세아베스틸은 세아특수강과 함께 세아그룹의 지주회사인 세아홀딩스의 영업이익에서 각각 70%와 26%를 차지하는 핵심 자회사이다. 2018년 영업이익이 감소한 부분은 통상임금 일부패소로 인한 일회성 비용이 반영되었기 때문으로 보여진다. 업계에서는 2013년 현대제철이 특수강 사업에 진출하며 현대차그룹의 물량을 잠식해 나갈 것으로 분석했다. 당시 세아베스틸의 전체 매출 중 현대차향 비중이 20% 중반대를 차지하고 있어 매출에 타격을 입힐 것으로 예상되었다. 하지만, 내구성과 내식성을 요하는 특수강 제품의 인증단계 및 테스트 과정에서 현대제철의 제품 상용화까지 예상보다 긴 시간이 소요가 되었고, 그 동안 세아베스틸은 유럽의 선진 자동차 부품시장을 개척하며 현대차그룹 물량을 대체할 수 있는 시간을 벌었다. 실제로, 현대제철은 당초 계획보다 늦은 2018년 말 초도품 승인보고서(ISIR)를 완료했으나 특수강 선재 제품 표면에 크랙(Crack)등의 문제로 현대차그룹으로의 납품이 지연된 바 있다. 한편, 세아베스틸은 북미 판매법인, 독일 사무소, 태국 공장 등을 설립하고 현재 유럽 자동차 부품 OEM사와 2년간의 테스트기간을 거쳐 납품을 진행 중이다. 이는 전체 특수강 생산량이 최근 3년간 오히려 증가한 것(2016년 193만톤, 2017년 217만톤, 2018년 216만톤)과 수출비중이 17%대에서 22/3%로 높아졌다는 것에서 세아베스틸의 시장 대처능력을 높게 평가할 수 있다.

## 슬로건
세아의 사명에 담긴 뜻은 '세상을 아름답게'이며, 세아그룹의 슬로건으로 사용되고 있다.

## 같이 보기
- 세아그룹
- 세아제강지주